# Alberto Filho
José Alberto de Oliveira Velozo Filho (Bacabal, 10 de fevereiro de 1987) é um advogado e político brasileiro. Filho do ex-prefeito de Bacabal, José Alberto, e de Sílvia Cristina Velozo, foi vereador de Bacabal (2009-2011).

## Carreira política
Em 2008, foi eleito vereador de Bacabal.
Em 2009, junto com o prefeito Raimundo Lisboa, Alberto Filho se filiou ao Partido do Movimento Democrático Brasileiro (PMDB).
Em 2010, foi eleito deputado federal. Apoiou Roseana Sarney.
Em 2014, foi eleito deputado federal. Apoiou Lobão Filho e Aécio Neves.
Em 17 de abril de 2016, votou a favor do processo de impeachment da presidente, Dilma Rousseff.

## Apoio a Eduardo Cunha
Em 14 de junho de 2016, apoiou o Deputado Eduardo Cunha votando contra a sua cassação no comitê de ética da Câmara dos Deputados. Já na votação em plenário, que cassou o mandato de Cunha, se absteve de votar. 